# Ophiomyia sasakawai
Ophiomyia sasakawai este o specie de muște din genul Ophiomyia, familia Agromyzidae, descrisă de Spencer în anul 1987. Conform Catalogue of Life specia Ophiomyia sasakawai nu are subspecii cunoscute.